# Pogrzebień
Pogrzebień (niem. Pogrzebin) – wieś w Polsce położona w województwie śląskim, w powiecie raciborskim, w gminie Kornowac.
W latach 1945–1954 siedziba gminy Pogrzebień, następnie do 1972 r. gromady Pogrzebień. W latach 1975–1998 miejscowość administracyjnie należała do województwa katowickiego.

## Geografia
Miejscowość jest położona wysoko na doliną Odry dochodząca w niektórych miejscach do 100 metrów sprawia wrażenie punktu widokowego, o malowniczym położeniu. Z miejscowości widać panoramę doliny Odry z pocysterskimi stawami Wielikąt, na tle wyłaniającego się Beskidu Śląskiego i Morawsko-Śląskiego z Łysą Górą, a po drugiej stronie Góry Opawskie.

## Historia
W pobliskiej Lubomi jest zachowane grodzisko Gołężyców, w skład którego plemienia wchodziły również tereny Pogrzebienia. Od 1313 roku wieś należała do klasztoru dominikanek jako wiano Eufemii Ofki. W 1800 roku dobra nabył Jan Nepomucen Larisch, ojciec Luizy, która wyszła za mąż za Josepha von Eichendorffa, a w 1882 roku dobra nabył Artur Baildon.

### Inne nazwy miejscowości
- 1258 Pohrzebynia
- 1264 Pogrebyna, Pogrzebyna
- 1313 Pogrebina
- 1358 Pogrebine
- 1532 Pohrebin
- 1679 Pogrzebien

Istniała także rosyjskojęzyczna nazwa wsi – Погребное (trb. „Pogriebnoje”): w czasie II wojny światowej nazwy tej używali radzieccy żołnierze.

## Zabytki i osobliwości

### Pałac
Pałac w Pogrzebieniu należał do rodziny Larischów, a w 1882 roku Artur von Baildon zakupił ten obiekt dla swojego jedynego syna, pałac stał się posiadłością rodziny von Baildon. W latach 1885–1887 przebudowa nadała mu cechy pałacu, został wyposażony m.in. w cenne marmurowe schody. W 1930 roku posiadłość przejął zakon Salezjanów. W latach II wojny światowej w pałacu na krótko utworzono obóz przejściowy dla reemigrantów niemieckich z Besarabii oraz Bukowiny. Następnie utworzono obóz dla ludności polskiej pod nazwą Polenlager 82, który z kolei stał się obozem dla dzieci, tzw. Kinderlager. Obecnie w pałacu jest klasztor sióstr Salezjanek, które nabyły go w 1946 roku.

### Kościół pw. św. Bartłomieja
Wybudowany w 1851 roku, w stylu neoromańskim, ale prawdopodobnie swoimi początkami sięga XIV wieku, przebudowany w latach 1955–1960, przed wejściem znajduje się sarkofag ze zwłokami Służebniczki Bożej Laury Meozzi.

### Kapliczka
Kapliczka zbudowana w 1930 roku na planie sześciokąta foremnego, jest drewniana, polichromowana. Drzwi i okna są zamknięte ostrołukowo i przeszklone, a dach jest sześciopołaciowy, dzwonowy, podbity blachą i zwieńczony kulą z krzyżem. Wewnątrz znajduje się polichromowana rzeźba św. Jana Nepomucena z XVIII wieku oraz tabliczka erekcyjna dawnego fundatora kapliczki – Halacza z XVIII wieku.

### Miejsca Pamięci
- Teren klasztorny przy ul. Brzeskiej – pomnik ku czci polskich dzieci zamordowanych przez hitlerowców w obozie w czasie II wojny światowej.
- Cmentarz parafialny – grób zbiorowy wojenny ofiar obozu Polenlager 82 oraz 7 mieszkańców Pogrzebienia i Kornowaca pomordowanych w obozach śmierci w latach 1939–1945.
- Cmentarz przy kościele pw. św. Bartłomieja – mogiła zbiorowa wojenna Anzelma Kraska, Alojzego Kraska, Stanisława Wyciska i nieznanego Francuza – poległych w czasie II wojny światowej.

### Wieża widokowa
Wieża widokowa w Pogrzebieniu znajduje się w południowej części wsi i zapewnia widok m.in. na Sudety i Beskidy.

## Osoby związane z Pogrzebieniem
- Jan Keller - przywódca peowiacki, działacz plebiscytowy, powstaniec śląski, oficer Wojska Polskiego.
- Luiza Larisch – córka Alojza, właściciela pałacu w Pogrzebieniu, która w 1815 roku poślubiła znanego niemieckiego poetę romantyzmu – Josepha von Eichendorffa.
- Lucjan Hanzlik – informatyk, laureat programu Ventures Fundacji dla Nauki Polskiej w 2012 roku.
- Johann Nepomuk Nestroy – austriacki dramatopisarz, reżyser, aktor i śpiewak operowy. Jego przodkowie wyemigrowali z Pogrzebienia do Wiednia.